# Greg Van Avermaet
Greg Van Avermaet (n. 17 mai 1985, Lokeren, Flandra, Belgia) este un ciclist belgian, membru al echipei CCC. A devenit profesionist în 2007 și a câștigat clasamentul pe puncte în Turul Spaniei 2008, Paris-Tours în 2011, Tirreno-Adriatico în 2016 și Paris-Roubaix în 2017. A purtat tricoul galben în Turul Franței în 2016 și 2018. În timpul Jocurilor Olimpice din 2016, a realizat cea mai mare victorie a carierei sale câștigând medalia de aur la cursa pe șosea.

## Rezultate în Marile Tururi

### Turul Franței
7 participări
- 2009: locul 89
- 2014: locul 38
- 2015: nu a luat startul în etapa a 16-a, câștigător al etapelor a 9-a și a 13-a
- 2016: locul 44, câștigător al etapei a 5-a,  a purtat tricoul galben pentru 3 zile
- 2017 : locul 58
- 2018 : locul 28, câștigător al etapei a 3-a,  a purtat tricoul galben pentru 8 zile
- 2019 : locul 36

### Turul Spaniei
3 participări
- 2008: locul 62, câștigător al clasamentului pe puncte, câștigător al etapei a 9-a
- 2010: locul 49
- 2011: locul 83